# Francisco Benegasi y Luján
Francisco Antolín Benegasi y Luján (Arenas de San Pedro, 1656 - Milán, 1742), fue un poeta y comediógrafo español, padre del también poeta José Benegasi y Luján.

## Biografía
Fue señor de Terreros, Val de los Hielos y del mayorazgo de Luján, e hijo de Juan Francisco de Benegasi y de Juana de Benegasi, por vía paterna tercer nieto del caballero Vivaldo Benegasi, embajador de Génova ante Felipe II. Continuó en Madrid su formación humanística y sobresalió en la música como virtuoso del arpa y discípulo del insigne Juan Hidalgo de Polanco (1614-1685), arpista destacado de la Capilla Real. 
Ya con 17 años fue nombrado caballero de la Orden de Calatrava y sirvió a Felipe V dentro del Consejo de Hacienda y ocupando cargos de gobernador y superintendente general de los prioratos de San Juan en Alcázar de San Juan, Villanueva de los Infantes, Llerena, Molina de Aragón y otros; fue también regidor perpetuo de la ciudad de Loja. En la Corte tuvo en su casa, dos veces por semana, "academia donde concurrían las más conocidas habilidades de la Corte". Fue diestro en la equitación y en la caza y gozó de su alta posición social y de una gran fortuna que, según su hijo, dilapidó a causa de su prodigalidad, de forma que no llegó a heredar casi nada. Se casó en 1705 con doña Ana Peralta García de Francia (también llamada Ana Peralta Irigoiti), natural de Madrid, de quien tuvo en 1707 a José Joaquín Benegasi y Luján. Se le debe un gran número de composiciones, especialmente intermedios y sainetes representados en su mayor parte a fines del siglo XVII. Su hijo publicó póstumas sus Obras métricas (1744) y sus Obras líricas jocoserías (1746).
Compuso los bailes El amor ollero de Alcorcón en colaboración con José de Cañizares (1676-1759); La Fuente del desengaño, La familia de Amor, El retrato vivo, El Letrado de Amor, El Amor relojero y El Amor Espadero y los entremeses Entremés del reloj, Entremés del zahorí y Entremés de los enjugadores. Por último, se le debe una comedia titulada La dama muda.

## Obras
- Obras métricas que dejó escritas en señor don Francisco Benegasi y Luján..., Madrid, Imprenta del Convento de la Merced, 1744.
- Obras lyricas joco-serias que dejó escritas el señor don Francisco Benegasi y Luján..., Madrid, Oficina de San Juan de San Martín, 1746.